# Gymnasium Bersenbrück
Das Gymnasium Bersenbrück in Bersenbrück ist ein 1969 gegründetes Gymnasium im Landkreis Osnabrück in Niedersachsen.

## Geschichte
Das Gymnasium Bersenbrück wurde 1969 auf Antrag des Landkreises Bersenbrück gegründet. Es wurden zunächst die Klassen 5, 6 und 7 im Gebäude der ehemaligen katholischen Volksschule eingerichtet. Trotz des vorherrschenden Lehrermangels gelang es in den Gründerjahren eine fast vollständige Unterrichtsversorgung zu gewährleisten, während die Schülerzahl von ursprünglich 215 auf über 900 stieg. Im August 1970 wurde ein „Gymnasium für Frauenbildung“ eingerichtet. Zu Beginn des Schuljahres 1971/1972 wurde das Hauptgebäude des Gymnasiums an seiner heutigen Position vollendet und im Februar 1972 war die angrenzende Sporthalle fertiggestellt. Der mathematisch-naturwissenschaftliche Zweig wurde im Schuljahr 1972/73 zum ersten Mal angeboten. Der letzte Bauabschnitt wurde zum Schuljahr 1973/74 abgeschlossen.
Durch die Schulreform mit Einführung der Orientierungsstufe in Niedersachsen wurden ab dem Schuljahr 1975/76 keine fünften Klassen mehr eingerichtet und die Reformierte Oberstufe mit einem Kurssystem statt das Unterrichts im Klassenverband eingeführt. Der Zweig „Gymnasium für Frauenbildung“ lief zeitgleich aus. Infolge der neuen Oberstufenordnung wurde die 11. Klasse zu Beginn des Schuljahres 1982/82 als Vorbereitung für das Kurssystem eingeführt. Seit dem Schuljahr 1993 wird ein bilingualer Unterricht angeboten, der es ermöglicht das Fach Geschichte in englischer Sprache zu belegen und auch die Abiturprüfungen in Englisch abzulegen. Die 2003 beschlossene Schulstrukturreform führte zur Abschaffung der Orientierungsstufe und somit zur Wiedereinführung der 5. und 6. Klassen ab dem Schuljahr 2004/05. Die Schüler der damaligen 6. Klasse werden im Schuljahr 2010/2011 als erstes ihr Abitur nach zwölf Jahren machen. Zudem wurde das Zentralabitur in Niedersachsen beschlossen und so werden ab dem Schuljahr 2005/06 die Prüfungen zentral für alle niedersächsischen Gymnasien gestellt. Im Vorfeld der Reform erreichte der Schulleiter das Fach „Ernährungslehre mit Chemie“ als dezentrales Prüfungsfach zu erhalten. Es ist das einzige Gymnasium in Niedersachsen, das dieses Prüfungsfach anbietet.
Am 1. August 2007 wurde das Gymnasium zur eigenverantwortlichen Schule.

## Architektur und Gebäude

### Hauptgebäude

Haupteingang des Gymnasiums

Der erste Bauabschnitt des Gymnasiums wurde im August 1971 von heimischen Firmen nach neun Monaten Bauzeit fertiggestellt. Architektonische Besonderheiten sind die für die damalige Zeit ungewöhnliche Benutzung von vorgefertigten Bauelementen und die Hallenbauweise, bei der die Klassenräume erst nachträglich durch versetzbare Trennwände unterteilt werden. Der zuständige Architekt war Günther Buttke aus Bramsche. Ein Ausbau wurde am 1. September 1973 bezogen und löste den Platzmangel, der wegen der wachsenden Schülerzahl entstanden war.
Die Außenanlage besteht aus Wegen auf deichartigen Aufschüttungen zwischen denen tieferliegende Flächen liegen, die als Spielflächen genutzt werden.

### Sportanlagen
Die Sporthalle wurde im Februar 1972 vollendet. Sie hat eine Spielfläche von 21 × 45 Meter, die durch ausfahrbare Vorhänge in drei Teile eingeteilt werden kann. In ihr befinden sich zudem ein Kraftraum und ein Tanzraum mit Spiegelfläche. Der Sportplatz wird gemeinsam mit dem TUS Bersenbrück, der von-Ravensberg-Schule Bersenbrück und den Berufsbildenden Schulen genutzt. Auf dem Fluss Hase wird zudem gerudert und Kanu gefahren. Die Boote der Schule werden in einem Bootshaus mit eigenem Hafenbecken gelagert, welches direkt an den Schulhof grenzt.

### Weiteres
Ein neues Medienforum wurde im Jahr 2004 eingeweiht. Es beinhaltet ein Internetcafé, eine zentrale Bücherei, die aus den Schulbüchereien von Gymnasium und Berufsschule und der Stadtbibliothek hervorging, ein Medienlabor sowie Seminar- und Weiterbildungsräume. Eine Mensa wurde 2011 fertiggestellt.

## Pädagogisches Konzept

### Comenius-Projekt
Die Schule nahm an den Comenius-Projekten Food - our Friend, our Future  und Historical Heritage Helps Building Europe teil und wird voraussichtlich auch an Projekten des 2014 implementierten Bildungsprogramms Erasmus+ teilnehmen.

### Billingualer Unterricht
Am Gymnasium Bersenbrück wird der Geschichtsunterricht auch in englischer Sprache erteilt. Abiturprüfungen können ebenfalls auf Englisch abgelegt werden.

### Begabtenförderung
Die Teilnahme an einem Angebot zur Begabungsförderung am Gymnasium Bersenbrück stellt für ausgewählte Schülerinnen und Schüler eine besondere Möglichkeit dar, die vor sechs Jahren ins Leben gerufen wurde. Seitdem wurde der Bereich der Begabungsförderung ständig erweitert, so dass immer mehr Schülerinnen und Schülern verschiedene Forderangebote von fachbezogenen Zusatzkursen über Wettbewerbsteilnahmen bis hin zur Teilnahme an Akademien wahrnehmen können.

### Mediatoren
Die Mediatoren sind eine Gruppe von Schülern aus den Klassen 9–12 unter der Leitung von Frau Themann und Herrn Bogers, die es sich zur Aufgabe gemacht haben, Streitigkeiten an unserer Schule zu schlichten. Ihr Ziel ist es, ein Gespräch zwischen zwei Konfliktparteien so zu leiten, dass es ihnen gelingt, den Konflikt möglichst selbstständig und für beide Seiten zufriedenstellend zu lösen.

## Außercurriculare Angebote
Die Schule bietet eine Vielzahl von AGs außerhalb des normalen Unterrichts an, unter anderem:
- Ruderteam (mit eigenem Bootshaus)
- Bienen-AG
- Big Band „Swing Connection“
- Chor „Young Voices“
- Fußball-AG
- Geschichte bilingual (als Voraussetzung für späteren bilingualen Unterricht)
- Kunst-AG
- Orchester (klassisch)
- Schach-AG
- Volleyball

Bevor die Pflichtstunden in einer AG abgeschafft wurden, war die Liste noch um einiges länger, aber viele AGs mussten wegen zu geringer Teilnehmerzahl beendet werden.

## Kontakt zu bedeutenden Persönlichkeiten
Das Gymnasium Bersenbrück wurde schon von diversen Politikern und einem Friedensnobelpreisträger besucht. Zudem hatten die Schüler im Rahmen der Berlinfahrt anlässlich des 40-jährigen Schuljubiläums die Möglichkeiten mit verschiedenen Politikern der Vergangenheit und Gegenwart zu sprechen.
| Datum                       | Person | Thema |
| --------------------------- | --- | --- |
| September 1977              | Ernst Albrecht (CDU), damaliger Ministerpräsident des Landes Niedersachsen | Erläuterung seiner Ansichten über die Energiepolitik und die Kernenergie                                                                                |
| Juni 1988                   | Hans-Gerd Pöttering (CDU), Mitglied des Europäischen Parlaments zusammen mit Michael Ely, stellvertretender Botschafter der Vereinigten Staaten bei der Europäischen Gemeinschaft | englischsprachige Podiumsdiskussion mit den Englisch Leistungskursen über die Beziehung der USA zur Europäischen Gemeinschaft und im Besonderen zur BRD |
| Schuljahr 1995/1996         | Gila Altmann (Bündnis 90/Die Grünen), damalige verkehrspolitische Sprecherin ihrer Fraktion                                                                                       | Bericht über die Umwelt- und Verkehrspolitik |
| Schuljahr 1995/1996         | Reinhard von Schorlemer (CDU), damaliger Präsident der Parlamentarischen Gesellschaft                                                                                             | Bericht und Ansprechpartner bei Fragen über die Außenpolitik                                                                                            |
| Schuljahr 1995/1996         | Carl-Ludwig Thiele (FDP), Vorsitzender des FDP-Bezirksverbandes Osnabrück | Vortrag über Haushalt, Rechnungswesen und Finanzen |
| Schuljahr 1995/1996         | Volker Neumann (SPD), damaliges Mitglied des Deutschen Bundestags | Ansprechpartner bei Menschenrechtsfragen |
| 1997                        | Tun Channareth, Friedensnobelpreisträger | Verstellung seines Lebenswerkes und der International Campaign to Ban Landmines                                                                         |
| Dezember 1997               | Dr. Rita Süssmuth (CDU), Bundestagspräsidentin | Festansprache |
| 2000                        | Jörg Kachelmann, Wettermoderator und Journalist | Einweihung der Wetterstation |
| Anfang des Schuljahres 2002 | Sigmar Gabriel (SPD), damaliger Ministerpräsident des Landes Niedersachsen | Einweihung des Projekts „Internet aus der Steckdose“ |
| 2004                        | Bernd Busemann (CDU), niedersächsischer Kultusminister | Gespräch mit Schülern |
| Februar 2007                | Christian Wulff (CDU), damaliger Ministerpräsident des Landes Niedersachsen | Stippvisite und Gespräch mit Schülern |
| Juli 2007                   | Hans-Gerd Pöttering (CDU), Präsident des Europäischen Parlaments | Vortrag über die Europapolitik und Möglichkeit für die Schüler Fragen zu stellen                                                                        |
| September 2007              | Donald Tusk (Platforma Obywatelska), Ministerpräsidenten Polens, zusammen mit Hans-Gerd Pöttering (CDU), Präsident des Europäischen Parlaments                                    | Vortrag über die Verbesserung der deutsch-polnischen Verhältnisse in den letzten vierzig Jahren und Möglichkeit für die Schüler Fragen zu stellen       |
| Berlinreise im Sommer 2009  | Lothar de Maizière (CDU) | Vortrag über das Zustandekommen der Deutschen Wiedervereinigung und Möglichkeit für die Schüler Fragen zu stellen                                       |
| Berlinreise im Sommer 2009  | Ursula von der Leyen (CDU), damalige Bundesministerin für Familie, Senioren, Frauen und Jugend                                                                                    | Begrüßung der Schulgemeinschaft in Berlin |
| Berlinreise im Sommer 2009  | Monika Helbig, Staatssekretärin der Senatskanzlei und Europabeauftragte | Begrüßung der Schüler und Ausrichtung eines Grußes von Klaus Wowereit (SPD)                                                                             |
| Berlinreise im Sommer 2009  | Georg Schirmbeck (CDU), Mitglied des Kreisvorstandes der CDU im Landkreis Osnabrück                                                                                               | kurze Ansprache an die Schüler |
| Berlinreise im Sommer 2009  | Horst Köhler (CDU), damaliger Bundespräsident | Empfang einiger Schüler auf Schloss Bellevue, kurze Ansprache über die Wichtigkeit von Bildung und anschließend Gespräche mit den Schülern              |
| 14. Sept. 2010              | Bundesminister a. D. Dr. Rudolf Seiters (CDU) | Gespräch mit Schülern |
| Sommer 2010                 | Sally Perel, Autor von "Hitlerjunge Salomon" | Lesung aus seinem Roman mit anschließender Diskussionsrunde mit den Schülern.                                                                           |
| 2014                        | Erna de Vries, Holocaust-Überlebende | Vortrag vor Schülern des Gymnasiums |
| 2016                        | Franz-Josef Bode, kath. Bischof, Bistum Osnabrück | Übergabe von Diplomen |
| Sept. 2016                  | Johannes Wübbe, kath. Weihbischof, Bistum Osnabrück | Meinungsaustausch mit der Fachgruppe kath. Religion |
| 2019                        | Björn Thümler (CDU), niedersächsischer Minister für Wissenschaft und Kultur | Schulbesichtigung |
| 2019                        | Boris Pistorius (SPD), niedersächsischer Innenminister | Festvortrag zum 50-jährigen Schuljubiläum |
| 2019                        | Emery Kabongo, kath. Erzbischof und Kanonikus des Petersdoms | Besuch im Zusammen mit der Schulfahrt nach Rom, der Messe im Petersdom und der Begegnung der Schülervertretung mit Papst Franziskus                     |
| 28. Juni 2020               | Prälat Prof. Dr. Felix Bernard, kath. Theologe und Leiter des kath. Büros in Niedersachsen                                                                                        | Diskussion über die Fehler und Entwicklungsmöglichkeiten der kath. Kirche mit den Schülern                                                              |
| Juli 2021                   | Landrätin Anna Kebschull (Grüne) mit Filiz Polat, MdB (Grüne) | Festvortrag |

## Liste der Schulleiter
| Jahre     | Name               |
| --------- | ------------------ |
| 1968–1973 | Kurt Thole         |
| 1975–1979 | Hans-Jürgen Pokall |
| 1980–1984 | Josef Peters       |
| 1985–2004 | Jürgen Lingemann   |
| 2004–2013 | Peter Seeger       |
| 2015-     | Falk Kuntze        |

Während der Zwischenzeiten leiteten Reinhard Wunsch und Falk Kuntze die Schule.

## Ehemalige Schüler
- Ralf Bormann (* 1974), Kunsthistoriker und Ausstellungskurator
- Claus Vaske (* 1965), Comedy-Autor und Schriftsteller